# Kevin Gleason
Kevin Gleason (* 2. April 1987 in Johnstown, Pennsylvania) ist ein US-amerikanischer Automobilrennfahrer. Er startete 2015 in der TCR International Series.

## Karriere

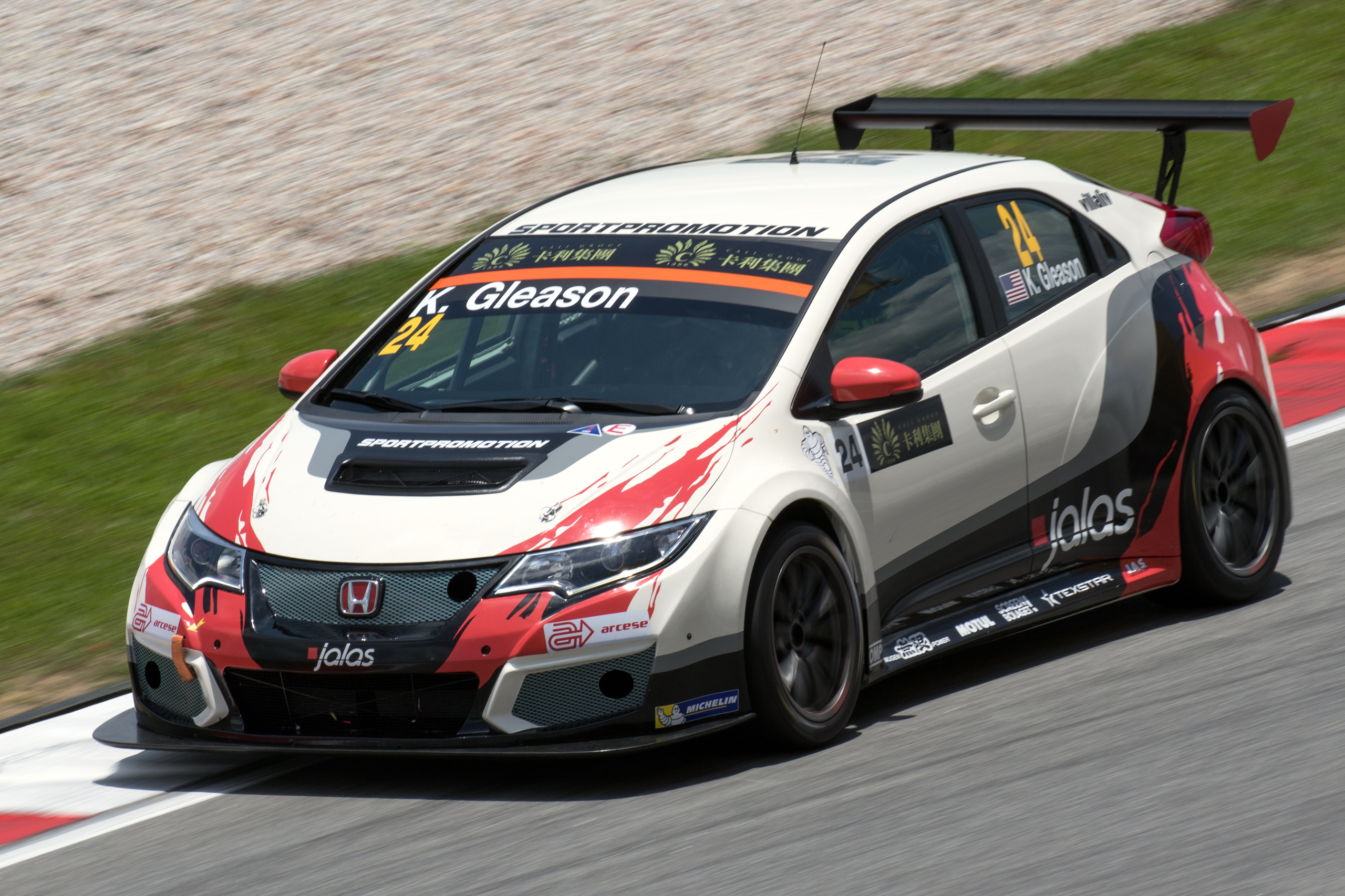
Kevin Gleason beim Rennen der TCR International Series 2015 in Sepang

Gleason begann seine Motorsportkarriere 2008 mit Spec-Miatas-Rennen. 2010 wechselte er in den professionellen Automobilsport. Er fuhr im Volkswagen Jetta TDI Cup und wurde mit zwei Podest-Platzierungen Gesamtsechster. 2011 wechselte er in die Continental Tire Sports Car Challenge und erreichte den achten Platz in der ST-Klasse. 2012 blieb Gleason in der Continental Tire Sports Car Challenge und fuhr für verschiedene Teams in der ST- und der GS-Klasse. Darüber hinaus ging er bei Rennen der Pirelli World Challenge an den Start. 2013 bestritt Gleason einzelne Rennen der Continental Tire Sports Car Challenge und der Pirelli World Challenge. 2014 absolvierte er einige Rennen der Continental Tire Sports Car Challenge und der GT Asia.
2015 wechselte Gleason in die TCR International Series zu West Coast Racing. Beim Saisonauftakt in Sepang erzielte er die erste Pole-Position eines TCR-Rennens. In Salzburg folgte sein erster Sieg und in Singapur gewann er sein zweites Rennen. Gleason beendete die Saison auf dem fünften Gesamtrang.

## Statistik

### Karrierestationen
| - 2010: Volkswagen Jetta TDI Cup (Platz 6) - 2011: Continental Tire Sports Car Challenge, ST (Platz 8) - 2012: Continental Tire Sports Car Challenge, ST (Platz 43) - 2012: Continental Tire Sports Car Challenge, GS (Platz 80) | - 2012: Pirelli World Challenge, GTS (Platz 20) - 2013: Continental Tire Sports Car Challenge, ST (Platz 25) - 2013: Pirelli World Challenge, GTS (Platz 29) - 2014: Continental Tire Sports Car Challenge, ST (Platz 56) | - 2014: GT Asia, GT3 (Platz 45) - 2015: TCR International Series (Platz 5) |

### Einzelergebnisse in der TCR International Series
| Jahr | Team              | 1   | 2   | 3   | 4   | 5   | 6   | 7   | 8   | 9   | 10  | 11  | 12  | 13  | 14  | 15  | 16  | 17  | 18  | 19  | 20  | 21  | 22  | Punkte | Rang |
| ---- | ----------------- | --- | --- | --- | --- | --- | --- | --- | --- | --- | --- | --- | --- | --- | --- | --- | --- | --- | --- | --- | --- | --- | --- | ------ | ---- |
| 2015 | West Coast Racing | SEP | SEP | SHA | SHA | VAL | VAL | POR | POR | MNZ | MNZ | SAL | SAL | SOC | SOC | SPI | SPI | SIN | SIN | BUR | BUR | MAC | MAC | 226    | 5.   |
| 2015 | West Coast Racing | 61  | 7   | 3   | 6   | 11  | 4   | 7   | 2   | 6   | DNF | 1   | 6   | 8   | 6   | 52  | 5   | 13  | 5   | 43  | 18* | 72  | DNF | 226    | 5.   |

## Persönliches
Gleason hat an der Niagara University Betriebswirtschaftslehre studiert. Er arbeitet zudem im Unternehmen seiner Familie, Gleason Technology.